# Michelle Burgher
Michelle Burgher (* 12. März 1977 in Kingston) ist eine jamaikanische Sprinterin, die sich auf den 400-Meter-Lauf spezialisiert hat.
Sie gewann zwei olympische Medaillen mit der jamaikanischen 4-mal-400-Meter-Staffel. Beim Silbermedaillengewinn bei den Olympischen Spielen 2000 in Sydney wurde sie allerdings nur in der Qualifikationsrunde eingesetzt. Bei den Olympischen Spielen 2004 in Athen holte sie gemeinsam mit Novlene Williams, Nadia Davy und Sandie Richards die Bronzemedaille.
Bei den Weltmeisterschaften 2001 in Edmonton gewann sie nur im Vorlauf startend die Goldmedaille.
Außerdem gewann Burgher mit der Staffel die Silbermedaille bei den Panamerikanischen Spielen 2003 in Santo Domingo. Weitere internationale Erfolge sammelte sie bei Zentralamerikanischen und Karibischen Meisterschaften als Siegerin 2001 und Zweite 2003 im 400-Meter-Lauf. Bei den CARIFTA Spielen 1996 siegte sie im 400-Meter-Hürdenlauf und belegte über 400 Meter den zweiten Platz.
Michelle Burgher hat an der George Mason University und der Clemson University studiert.

## Bestleistungen
- 400 m (Freiluft): 51,88 s, 27. Juni 2004, Kingston
- 400 m (Halle): 52,94 s, 13. Februar 2004, Fayetteville
- 400 m Hürden: 57,39 s, 28. Juli 2006, London